# هنس پیتر وایلد
هنس پیتر وایلد (انگلیسی: Hans-Peter Wild؛ زادهٔ ۱۶ ژوئن ۱۹۴۱ ‏(۸۳ سال)) کارآفرین و سرمایه‌دار اهل آلمان است.